# Nikolaus Wiplinger
Nikolaus Wiplinger (* 3. Dezember 1937 in Haslach; † 12. Juni 2018 in Linz) war ein österreichischer Konzertpianist und Professor am Linzer Brucknerkonservatorium.

## Leben
Nikolaus Wiplinger wuchs in Haslach auf und besuchte das Bischöfliche Gymnasium Petrinum. Anschließend begann er zunächst eine pädagogische Ausbildung und studierte Klavier am Mozarteum, Theorieunterricht erhielt er bei Helmut Eder. An der Akademie für Musik und darstellende Kunst in Wien studierte er Klavier in der Klasse von Josef Dichler.
Es folgte eine Konzerttätigkeit im In- und Ausland sowie Produktionen und Konzertübertragungen im ORF. Als Solist trat er unter anderem mit dem Bruckner Orchester Linz, dem Mozarteumorchester Salzburg, dem Tonkünstler-Orchester Niederösterreich und dem Symphonieorchester Kairo auf. Als Kammermusiker arbeitete er etwa mit Ensembles der Wiener Symphoniker und der Wiener Philharmoniker sowie dem Streichtrio Mozarteum zusammen. Er gastierte beispielsweise bei den Salzburger Mozartwochen und dem Linzer Brucknerfest, Konzertreisen führten ihn durch Europa, nach China, Japan und Korea.
Von 1959 bis 1997 war er am Brucknerkonservatorium in Linz,  der späteren Anton Bruckner Privatuniversität, tätig, zu Beginn als Korrepetitor, später als Professor für das Hauptfach Klavier. Von 1995 bis 2010 war er außerdem Intendant einer Konzertreihe im ehemaligen Kloster Pulgarn.
Nikolaus Wiplinger starb am 12. Juni 2018 im Alter von 80 Jahren. Er war der Bruder des Schriftstellers Peter Paul Wiplinger.  Er wurde in Steyregg bestattet.

## Auszeichnungen
- 1998: Silbernes Ehrenzeichen für Verdienste um die Republik Österreich[5]
- 2010: Kulturmedaille des Landes Oberösterreich[1]